# William Readdy
William Francis Readdy (Quonset Point (Rhode Island), 24 januari 1952) is een Amerikaans voormalig ruimtevaarder. Readdy zijn eerste ruimtevlucht was STS-42 met de spaceshuttle Discovery en vond plaats op 22 januari 1992. Tijdens de missie werd er onderzoek gedaan in de International Microgravity Laboratory (IML-1), een aangepaste Spacelab module. 
Readdy maakte deel uit van NASA Astronaut Group 12. Deze groep van 15 astronauten begon hun training in juni 1987 en werden in augustus 1988 astronaut. In totaal heeft Readdy drie ruimtevluchten op zijn naam staan. In 2005 verliet hij NASA en ging hij als astronaut met pensioen.